# 松井大輔
松井 大輔（まつい だいすけ、1981年5月11日 - ）は、京都府京都市山科区出身の元プロサッカー選手、元フットサル選手、サッカー指導者。現役時代のサッカーのポジションはミッドフィールダー・フォワード、フットサルのポジションはアラ。元サッカー日本代表。
元妻はタレントの加藤ローサ。

## 経歴

### プロ入り前
姉2人の末っ子長男である。寺西幼稚園卒園。京都市立大宅小学校進学。同級生の兄がサッカーをやっていたこともあり、小学3年生より大宅サッカースポーツ少年団に18期生（大宅小学校の生徒のみのチーム）で入団。同チーム内には同級生の山崎雅人も在籍し、他にも後にJリーグや実業団で活躍した同級生も多く在籍していた。特に松井と山崎は多くの大会で優秀選手賞を受賞した。チームとして小学校時代に約700試合をこなし敗戦は6敗程度という驚異的な強さのチームであったが、小学校5年生の時、京都アシックス杯において鈴木啓太擁する静岡県の清水FCに0-7で大敗。当時から府内でも有名な選手であり京都府選抜、関西選抜など数多く選抜チームに選ばれていた。
京都市立大宅中学校に入学し2年間を過ごすも、3年への進級と同時に安アパートへ移り住み、関西選抜などで監督を務めていた牧戸万佐夫がいる京都市立藤森中学校に転校。この当時から幅広くサッカー留学などを経験をし、短期留学先のパリ・サンジェルマンFCからテスト生としての誘いを受け、フランスサッカーへの挑戦を望むも実父に諭され高校進学に進路変更。
高校は地元の京都を離れ鹿児島実業高校に進学し、プレーとテクニックのレベルを上げていった。3年生時の全国高校選手権では2回戦で大久保嘉人擁する国見高校を、準々決勝では田中達也擁する帝京高校を破り、準優勝を経験。
同校の2年先輩に遠藤保仁、同級生に那須大亮、1年後輩には上本大海や後に京都で共にプレーした田原豊がいる。

### 京都パープルサンガ
2000年、複数のJクラブから打診があったが、憧れの三浦知良が当時在籍していた京都パープルサンガに加入し、プロサッカー選手としてのキャリアをスタートさせる。プロ1年目からリーグ戦で22試合出場し、プロ初ゴールを挙げるなどの活躍を見せたものの、チームは年間順位で16チーム中15位と低迷しJ2へ降格してしまう。
2001年、背番号を前年の26から10へと変更。リーグ戦37試合出場7得点という結果を残し、チームのJ1復帰に貢献する。
2002年、黒部光昭、朴智星らと共に、クラブ初タイトルとなる同年度の天皇杯優勝に貢献する。
2003年は3トップの一角であった朴智星の移籍や黒部の故障離脱もありチームは低迷、再びJ2降格を経験した。

### ル・マン
2004年9月1日に京都からフランス2部リーグ・ドゥのル・マンUCに2005年6月までの契約でレンタル移籍。背番号は、空き番の中で最も若い番号は『16』であったが、『16』は控えGKの番号である事から、次に空いていた『22』になった。松井の加入後、ル・マンは2部の中位から一気に1部昇格圏の2位にまで浮上し、その中心となって活躍した松井は、『le soleil du Mans (ル・マンの太陽) 』と呼ばれた。
レンタル期間終了後、2005年7月にル・マンに完全移籍。1部リーグリーグ・アンでのデビュー戦となった2005-06シーズン初戦の対リヨン戦で先制ゴールをアシスト、第12節の対RCストラスブール戦では鮮やかなミドルシュートを決めて初ゴールを記録。サイドアタッカーとしてル・マンの攻撃陣を牽引し続ける。2006年1月にはトロワAC戦での2ゴールなどが認められた形で、日本人初、ル・マンUCのチーム史上初である月間MVPを受賞する。このシーズンには、リーグ・アンのアシストランキングで3位の8アシスト を記録するなど、チームの残留に大きく貢献する。
2006-07シーズンは、初戦のニース戦でアシストを記録したもののサッカー選手の職業病とも言える腰痛に苦しめられ、2007年1月にはトロワ戦で2得点を記録したものの、シーズン後半は6試合連続で欠場した。しかし腰の状態が上向き、よりゴールの位置に近いセカンドトップ気味のポジションに配されてからは、最後の4試合では2ゴール1アシストを記録した。ケガなどにも苦しんだリーグ・アン2年目のシーズンではあったが、「今までで一番、プレーについて考え、自分のプレーについて研究したシーズンだった」 と本人は振り返った。
2007-08シーズンでは第2節で早々に初アシストを記録し、第5節の対ASモナコ戦では月間ベストゴールに選ばれるゴールを決めるなど好調を維持し（なお、このゴールはフランスの全国プロサッカー選手連合とCanal+が共同で選定する、リーグ・アンでのシーズンベスト5ゴールに選ばれた）、その後もチームのチャンスメーカーとして攻撃陣を牽引し、リーグ・カップの準々決勝ではリヨンを撃破するゴールを決め、アフリカネイションズカップで主力が軒並み不在な中でも存在感を発揮。大きなケガもなく安定して出場を続け、リーグ戦34試合に出場し5ゴールを記録した。

### サンテティエンヌ、グルノーブル、ディジョン
2007-08シーズン終了後にル・マンとの契約を更新せず、リーグで10度の優勝を誇るASサンテティエンヌへの移籍を決め、2008-09シーズンよりクラブとの3年契約を交わした。シーズン序盤は充分に起用されなかったものの、シーズン途中に監督が交代すると徐々に出場機会を増やしていった。
2009年6月に翌年南アフリカで開催されるワールドカップ出場を目指すため、出場機会を求めてグルノーブル・フット38に移籍した。背番号は移籍前と同じ「22」を与えられた。しかし、クラブは序盤から敗戦を重ね最終的にはリーグ最下位で2部への降格が決定した。
グルノーブルの2部降格決定後は1部リーグでのプレーを目指して移籍先を模索。欧州の相当数のクラブが獲得に興味を持ったと報じられる中、松井自身はフランス1部への移籍にプライオリティを置いていた。また、ポルトガル・スーペル・リーガの強豪スポルティングCPと移籍寸前まで交渉が進んだが破談。移籍期間終了間際になってロシア・プレミアリーグのFCトム・トムスクに2010年末までの期限付きで加入することが発表された。ロシア移籍後、欠場も多く目立った活躍もないままレンタル期間を終え、Jリーグの複数のクラブから獲得オファーを受けるも、海外でのプレーを希望する本人の希望もあり、グルノーブルへ復帰した。しかし、チームは2部リーグでも最下位となり、3部リーグへ降格。
2010-11シーズン終了後、グルノーブルが経営難により、プロ選手との契約ができない4部リーグへの2段階降格が決まったことで、フリートランスファーでの移籍が可能となった。
2011年7月27日、この年クラブ初のリーグ・アン昇格を果たしたディジョンFCOへ完全移籍し2年契約を結んだ。しかし、ディジョンでは左足首の怪我とパトリス・カルテロン監督との確執もあり、ほとんど出場機会に恵まれずリーグ戦の出場はわずか3試合に留まりチームも2部に降格した。

### スラヴィア・ソフィア、レヒア・グダニスク
2012年9月11日、ブルガリアプロサッカーリーグのPFCスラヴィア・ソフィアへの移籍が決定した。しかし、怪我の多さが響きリーグ戦の出場は11試合、フル出場は4試合のみに留まった。2013年6月16日、国立競技場で開催された東日本大震災復興支援 2013Jリーグスペシャルマッチにゲストプレイヤーとして出場し、同点ゴールを決めた。
2013年7月3日、ポーランド1部のレヒア・グダニスクへ移籍。7月22日、開幕戦のポドベスキジェ戦でスタメン出場し2ゴールを決めた。
レヒアでは、監督や選手から信頼され、若手にアドバイスしたり 自分の意見も通せたりと、松井曰く「王様になりながらやれた」という。しかし、磐田からオファーを受けて、もう一度日本でプレーをしたいと言う気持ちとジュビロ磐田が必要としてくれているという事に帰国を決めた。

### ジュビロ磐田
2014年からジュビロ磐田へ移籍。10年ぶりのJリーグとなる。
開幕からゲームキャプテンを担当していた が、ペリクレス・シャムスカが解任後に新監督となった名波浩の指名で前田遼一がゲームキャプテンを担当することになっている。それについて名波は、長年クラブに在籍する前田にチームを引っ張って行ってほしいということと「 (松井) 大輔がもともと巻いていましたが、キャプテンを交代してころころ代えるのはみっともないなというのもあったので。キャプテンマークは90分間出るであろう人間が巻くべきだと思うので、前田にしました。それは大輔も了承済みです。」と話している。2014年シーズンは、レギュラーとして活躍するもチームはプレーオフで敗れてJ1昇格を逃した。
2015年シーズンは、スタメンとしての出場は少なかったが、サブとしてチームを支え監督の名波からも「強いチームには大輔みたいな裏キャプテンがいる」と信頼を寄せている。2015年は26試合3得点を記録し、磐田のJ1復帰に貢献した。
2016年シーズンは、レギュラーの座を掴めずリーグ戦16試合無得点でシーズンを終えた。
2017年シーズンは、昨シーズン同様にレギュラーを掴めず苦しいシーズンとなったが、横浜FMから磐田に加入した中村俊輔から「あいつが磐田での居場所を作ってくれた」 とチームを裏で支え、監督の名波や磐田側から「磐田で引退」を提案されるなどクラブからの信頼も厚かったが、「安定があると外に出たくなるというか。厳しい環境に身を置きたい」という理由で海外移籍を決意。

### オードラ・オポーレ
2017年8月2日、ポーランド2部のオードラ・オポーレへ移籍する事を発表。36歳にしての海外移籍について「この年齢での海外移籍は、無謀と言われるかもしれませんが、挑戦すること、挫折することは自分の財産になると思っています。自分の道は誰も歩めない。前進あるのみ」とコメントしている。8月12日に行われた第3節のミェジ・レグニツァ戦で移籍後初出場を果たした。

### 横浜FC
2018年1月22日 横浜FCへの完全移籍が発表された。2018年シーズンは、コンスタントにベンチ入りしたものの リーグ戦9試合にとどまった。
2019年3月3日に行われたモンテディオ山形戦では、小学生以来となるCBでプレーし、後半は79分に交代するまでSBとして出場した。7月10日に行われた天皇杯2回戦・仙台大学戦で、移籍後初ゴールを挙げた。

### サイゴンFC
2020年12月3日、ベトナム・Vリーグ1（1部）のサイゴンFCへの移籍を発表。同月5日、第31節・サガン鳥栖戦後に行われたセレモニー後に、ベトナムでの戦いに向けて準備や新型コロナウイルスによる影響によりベトナムに着いた後にホテルで2週間待機になる事からシーズン終了前にベトナムへ向かった。2021年4月18日、同時にサイゴンFCに加入した高崎寛之らとともに選手登録を解除されたと報じられたが、4月22日にInstagramで「まだ何も決まってない」と投稿した。その後も松井は選手登録から外れることがなく、2021年シーズンはVリーグ1で7試合に出場したが、13節を消化したところでCOVID-19パンデミックのためにリーグは中断し、8月24日に正式に中止が決定した。

### 二刀流挑戦
2021年9月10日、Y.S.C.C.横浜フットサルと契約したことが発表された。14日に加入記者会見が行われた。
2022年1月21日、Y.S.C.C.横浜への加入が発表された。Y.S.C.C.横浜フットサルにも籍を残したままであり、サッカーとフットサルの二刀流に挑戦することになる。なお、過去にJリーグクラブ所属中にFリーグクラブにも登録しFリーグに出場した例は菅野哲也、三浦知良などがあったが、二人はJリーグのオフシーズンにFリーグに参戦しており、フルタイムでJリーグとFリーグを両立させたのは松井が初の例になった。Fリーグ初年度は怪我もあり出場試合はわずかに留まったが2シーズン目となる2022-23シーズンは第二セットのピヴォとしてもプレーするようになり存在感を示した。
2022年7月、J3リーグ月間ベストゴール賞を受賞。
2024年2月20日、自身のInstagramのライブ配信にて現役引退を表明した。なお、引退試合は2024年の12月に行う予定。

## 指導者経歴
2024年3月21日、横浜FCサッカースクールコーチへ就任。さらにその直後の同年4月5日、浦和レッドダイヤモンズのアカデミーに加入し、ロールモデルコーチを務めることが発表された。横浜FCと浦和レッズのコーチは兼任となる。
2024年7月、日本フットサルリーグ（Fリーグ）の運営母体である一般社団法人日本フットサルトップリーグの理事長に就任した。

## 代表経歴
ジーコ代表監督により、アテネ世代としては大久保嘉人、石川直宏と共にいち早く招集を受け、2003年6月22日のコロンビア戦で日本代表デビューを果たす。
2004年のアテネオリンピックではU-23日本代表の背番号10を背負った。
2005年11月16日のアンゴラ戦で代表Aマッチ初得点を記録し、チームの勝利に貢献した。当落線上と見られた2006年ドイツW杯へのメンバー入りは、期待されながらも落選。
2010年6月に南アフリカW杯日本代表メンバーに選出され、全4試合にスタメン出場。グループリーグ第1戦カメルーン戦においては決勝ゴールとなる本田圭佑のゴールを右サイドからのクロスでアシストするなど攻守に活躍し日本代表の決勝トーナメント進出に貢献。決勝トーナメント1回戦のパラグアイ戦でもバー直撃のミドルシュートを放つなど活躍し、PK戦で失敗した駒野友一を泣きながらに慰めるなどあらゆる面で主力選手としての役割を果たした。後に公表されたFIFAの技術研究グループが作成したW杯南アフリカ大会の報告書では、本田圭佑と共にドリブル技術が高いと評価された。
2011年には自身初めてとなるAFCアジアカップ・カタール大会のメンバーに選出された。グループリーグ第2戦のシリア戦で活躍を見せたが、試合後のMRI検査にて右足の肉離れが判明。無念の大会途中離脱となった。同年8月11日に催されたキリンチャレンジカップ2011の韓国戦を最後に、代表招集は途絶えた。

## 人物
俺様気質の押し付けマッドフィールダー
- 巧みなドリブルや華麗なテクニックが持ち味のミッドフィルダー[46]。
- 私生活では、今井翼と仲が良く、その縁で2005年9月号のアイドル雑誌『Myojo』に今井と共に登場し、女子中高生からも人気を集める。また、2010年6月11日放送のミュージックステーションで、試合前に聞く「勝ち歌」に今井翼のソロ曲「BACKBORN」と答えている。今井はワールドカップ南アフリカ大会期間中には松井の日本代表ユニホーム型キーホルダーを愛用して応援していた[47]。
- 2010 FIFAワールドカップ・パラグアイ戦（2010年6月29日）のPK戦で駒野友一が外し結果として敗戦となった際には、肩を組んで涙を溜めながら励ました[48]。
- 2011年6月22日に加藤ローサと交際半年で結婚[49]。同年12月13日に第1子男児[50]、2014年2月に第2子男児が誕生した[51]。なお、加藤と再婚前に離婚歴がある[52]。
- 2022年8月、YS横浜は21日、松井が交通事故を起こしたと発表した[53]。この件に関して妻の加藤ローサは自身のインスタグラムにて「私が落ち着いて送り出していれば起こらなかったんじゃないか…などと思ってしまいます」とコメントした[54]。
- 2025年8月、加藤ローサが離婚をしていたと発表した[55]

## 所属クラブ
- 1996年 京都市立藤森中学校
- 1997年 - 1999年 鹿児島実業高校
- 2000年 - 2004年  京都パープルサンガ
- 2004年 - 2008年  ル・マンUC
- 2008年 - 2009年  ASサンテティエンヌ
- 2009年 - 2011年  グルノーブル・フット38
  - 2010年9月 - 同年12月  FCトム・トムスク (レンタル移籍)
- 2011年 - 2012年  ディジョンFCO
- 2012年 - 2013年  PFCスラヴィア・ソフィア
- 2013年  レヒア・グダニスク
- 2014年 - 2017年8月  ジュビロ磐田
- 2017年8月 - 2018年1月  オードラ・オポーレ（ポーランド語版）
- 2018年 - 2020年  横浜FC
- 2021年  サイゴンFC
- 2021年10月 - 2022年3月  Y.S.C.C.横浜フットサル
- 2022年 - 2023年  Y.S.C.C.横浜

## 個人成績
| 国内大会個人成績 | 国内大会個人成績 | 国内大会個人成績 | 国内大会個人成績 | 国内大会個人成績 | 国内大会個人成績 | 国内大会個人成績 | 国内大会個人成績 | 国内大会個人成績 | 国内大会個人成績 | 国内大会個人成績 | 国内大会個人成績 |
| 年度             | クラブ           | 背番号           | リーグ           | リーグ戦         | リーグ戦         | リーグ杯         | リーグ杯         | オープン杯       | オープン杯       | 期間通算         | 期間通算         |
| 年度             | クラブ           | 背番号           | リーグ           | 出場             | 得点             | 出場             | 得点             | 出場             | 得点             | 出場             | 得点             |
| 日本             | 日本             | 日本             | 日本             | リーグ戦         | リーグ戦         | リーグ杯         | リーグ杯         | 天皇杯           | 天皇杯           | 期間通算         | 期間通算         |
| ---------------- | ---------------- | ---------------- | ---------------- | ---------------- | ---------------- | ---------------- | ---------------- | ---------------- | ---------------- | ---------------- | ---------------- |
| 1998             | 鹿児島実業高     | -                | -                | -                | -                | -                | -                | 2                | 0                | 2                | 0                |
| 2000             | 京都             | 26               | J1               | 22               | 1                | 7                | 1                | 1                | 0                | 30               | 2                |
| 2001             | 京都             | 10               | J2               | 37               | 7                | 2                | 0                | 4                | 0                | 43               | 7                |
| 2002             | 京都             | 10               | J1               | 23               | 4                | 2                | 0                | 5                | 4                | 30               | 8                |
| 2003             | 京都             | 10               | J1               | 27               | 2                | 2                | 0                | 1                | 0                | 30               | 2                |
| 2004             | 京都             | 10               | J2               | 17               | 2                | -                | -                | -                | -                | 17               | 2                |
| フランス         | フランス         | フランス         | フランス         | リーグ戦         | リーグ戦         | F・リーグ杯      | F・リーグ杯      | フランス杯       | フランス杯       | 期間通算         | 期間通算         |
| 2004-05          | ル・マン         | 22               | リーグ・ドゥ     | 25               | 3                | 1                | 0                | 0                | 0                | 26               | 3                |
| 2005-06          | ル・マン         | 22               | リーグ・アン     | 33               | 3                | 2                | 0                | 0                | 0                | 35               | 3                |
| 2006-07          | ル・マン         | 22               | リーグ・アン     | 27               | 4                | 2                | 0                | 0                | 0                | 29               | 4                |
| 2007-08          | ル・マン         | 22               | リーグ・アン     | 34               | 5                | 3                | 2                | 2                | 0                | 39               | 7                |
| 2008-09          | サンテティエンヌ | 22               | リーグ・アン     | 22               | 1                | 1                | 0                | 2                | 0                | 25               | 1                |
| 2009-10          | グルノーブル     | 22               | リーグ・アン     | 29               | 4                | 1                | 0                | 2                | 1                | 32               | 5                |
| ロシア           | ロシア           | ロシア           | ロシア           | リーグ戦         | リーグ戦         | ロシア杯         | ロシア杯         | オープン杯       | オープン杯       | 期間通算         | 期間通算         |
| 2010             | トム・トムスク   | 33               | プレミア         | 7                | 0                | -                | -                | -                | -                | 7                | 0                |
| フランス         | フランス         | フランス         | フランス         | リーグ戦         | リーグ戦         | F・リーグ杯      | F・リーグ杯      | フランス杯       | フランス杯       | 期間通算         | 期間通算         |
| 2010-11          | グルノーブル     | 22               | リーグ・ドゥ     | 16               | 1                | -                | -                | -                | -                | 16               | 1                |
| 2011-12          | ディジョン       | 28               | リーグ・アン     | 3                | 0                | -                | -                | -                | -                | 3                | 0                |
| ブルガリア       | ブルガリア       | ブルガリア       | ブルガリア       | リーグ戦         | リーグ戦         | リーグ杯         | リーグ杯         | オープン杯       | オープン杯       | 期間通算         | 期間通算         |
| 2012-13          | ソフィア         | 7                | A PFG            | 11               | 0                | -                | -                | 0                | 0                | 11               | 0                |
| ポーランド       | ポーランド       | ポーランド       | ポーランド       | リーグ戦         | リーグ戦         | リーグ杯         | リーグ杯         | オープン杯       | オープン杯       | 期間通算         | 期間通算         |
| 2013-14          | レヒア           | 22               | エクストラクラサ | 16               | 4                | -                | -                | 2                | 0                | 18               | 4                |
| 日本             | 日本             | 日本             | 日本             | リーグ戦         | リーグ戦         | リーグ杯         | リーグ杯         | 天皇杯           | 天皇杯           | 期間通算         | 期間通算         |
| 2014             | 磐田             | 22               | J2               | 36               | 6                | -                | -                | 3                | 0                | 39               | 6                |
| 2015             | 磐田             | 22               | J2               | 26               | 3                | -                | -                | 0                | 0                | 26               | 3                |
| 2016             | 磐田             | 22               | J1               | 16               | 0                | 3                | 1                | 3                | 0                | 22               | 1                |
| 2017             | 磐田             | 22               | J1               | 7                | 0                | 3                | 0                | 1                | 0                | 11               | 0                |
| ポーランド       | ポーランド       | ポーランド       | ポーランド       | リーグ戦         | リーグ戦         | リーグ杯         | リーグ杯         | オープン杯       | オープン杯       | 期間通算         | 期間通算         |
| 2017-18          | オポーレ         | 22               | Iリガ            | 4                | 0                | -                | -                | -                | -                | 3                | 0                |
| 日本             | 日本             | 日本             | 日本             | リーグ戦         | リーグ戦         | リーグ杯         | リーグ杯         | 天皇杯           | 天皇杯           | 期間通算         | 期間通算         |
| 2018             | 横浜FC           | 35               | J2               | 9                | 0                | -                | -                | 2                | 0                | 11               | 0                |
| 2019             | 横浜FC           | 22               | J2               | 24               | 2                | -                | -                | 1                | 1                | 25               | 3                |
| 2020             | 横浜FC           | 22               | J1               | 3                | 0                | 0                | 0                | -                | -                | 3                | 0                |
| ベトナム         | ベトナム         | ベトナム         | ベトナム         | リーグ戦         | リーグ戦         | リーグ杯         | リーグ杯         | オープン杯       | オープン杯       | 期間通算         | 期間通算         |
| 2021             | サイゴン         | 10               | V1               | 7                | 0                | -                | -                | -                | -                | 7                | 0                |
| 日本             | 日本             | 日本             | 日本             | リーグ戦         | リーグ戦         | リーグ杯         | リーグ杯         | 天皇杯           | 天皇杯           | 期間通算         | 期間通算         |
| 2022             | YS横浜           | 22               | J3               | 16               | 2                | -                | -                | -                | -                | 16               | 2                |
| 2023             | YS横浜           | 22               | J3               | 10               | 1                | -                | -                | -                | -                | 10               | 1                |
| 通算             | 日本             | 日本             | J1               | 98               | 7                | 17               | 2                | 11               | 4                | 126              | 13               |
| 通算             | 日本             | 日本             | J2               | 149              | 20               | 2                | 0                | 10               | 1                | 161              | 21               |
| 通算             | 日本             | 日本             | J3               | 26               | 3                | -                | -                | -                | -                | 26               | 3                |
| 通算             | 日本             | 日本             | 他               | -                | -                | -                | -                | 2                | 0                | 2                | 0                |
| 通算             | フランス         | フランス         | リーグ・アン     | 148              | 17               | 9                | 2                | 6                | 1                | 163              | 20               |
| 通算             | フランス         | フランス         | リーグ・ドゥ     | 41               | 4                | 1                | 0                | 0                | 0                | 42               | 4                |
| 通算             | ロシア           | ロシア           | プレミア         | 7                | 0                | -                | -                | -                | -                | 7                | 0                |
| 通算             | ブルガリア       | ブルガリア       | A PFG            | 11               | 0                | -                | -                | 0                | 0                | 11               | 0                |
| 通算             | ポーランド       | ポーランド       | エクストラクラサ | 16               | 4                | -                | -                | 2                | 0                | 18               | 4                |
| 通算             | ポーランド       | ポーランド       | Iリガ            | 4                | 0                | -                | -                | -                | -                | 3                | 0                |
| 通算             | ベトナム         | ベトナム         | V1               | 7                | 0                | -                | -                | -                | -                | 7                | 0                |
| 総通算           | 総通算           | 総通算           | 総通算           | 506              | 55               | 29               | 4                | 31               | 6                | 566              | 65               |

その他の公式戦
- 2003年
  - スーパーカップ 1試合0得点
- 2014年
  - J1昇格プレーオフ 1試合0得点
- 2022年
  - 神奈川県サッカー選手権大会 1試合0得点

| 国際大会個人成績 | 国際大会個人成績 | 国際大会個人成績 | 国際大会個人成績 | 国際大会個人成績 |
| 年度             | クラブ           | 背番号           | 出場             | 得点             |
| UEFA             | UEFA             | UEFA             | UEFA EL          | UEFA EL          |
| ---------------- | ---------------- | ---------------- | ---------------- | ---------------- |
| 2008-09          | サンテティエンヌ | 22               | 2                | 0                |
| 通算             | UEFA             | UEFA             | 2                | 0                |

## タイトル

### クラブ
京都パープルサンガ
- Jリーグ ディビジョン2 (2001年)
- 天皇杯 (2002年)

### 個人
- Jリーグ優秀新人賞 (2000年)
- ベストエレガントプレイヤー賞 (トゥーロン国際大会、2002年)

## 代表歴

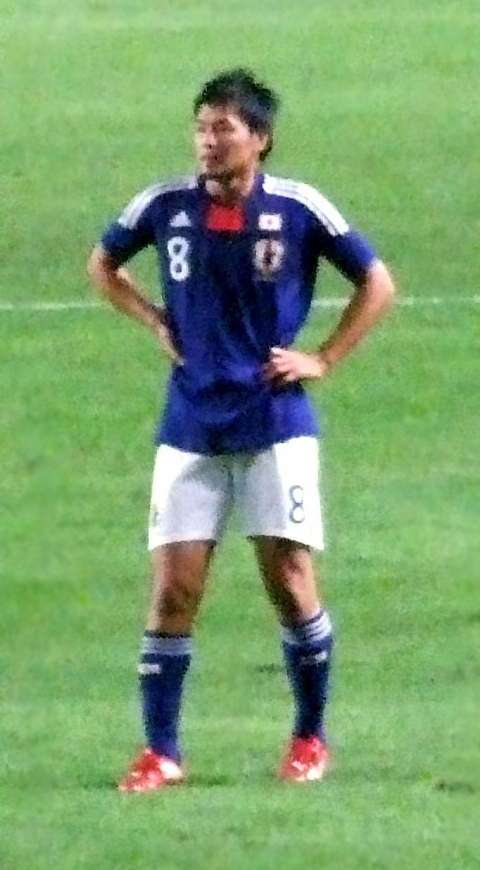
松井大輔、2010W杯予選（2009年）

### 出場大会
- U-21日本代表
- U-22日本代表
- U-23日本代表
  - 2002年 - トゥーロン国際大会 (3位)
  - 2004年 - アテネオリンピック (グループリーグ敗退)
- 日本代表
  - 2003年 - FIFAコンフェデレーションズカップ (グループリーグ敗退)
  - 2010年 - FIFAワールドカップ (ベスト16)
  - 2011年 - AFCアジアカップ (優勝)

### 試合数
- 国際Aマッチ 31試合 1得点 (2003年 - 2011年)[1]

| 日本代表 | 国際Aマッチ | 国際Aマッチ |
| 年       | 出場        | 得点        |
| -------- | ----------- | ----------- |
| 2003     | 1           | 0           |
| 2004     | 0           | 0           |
| 2005     | 3           | 1           |
| 2006     | 0           | 0           |
| 2007     | 2           | 0           |
| 2008     | 7           | 0           |
| 2009     | 8           | 0           |
| 2010     | 8           | 0           |
| 2011     | 2           | 0           |
| 通算     | 31          | 1           |

### 出場
| No. | 開催日         | 開催都市             | スタジアム                     | 対戦相手         | 結果        | 監督                     | 大会                       |
| --- | -------------- | -------------------- | ------------------------------ | ---------------- | ----------- | ------------------------ | -------------------------- |
| 1.  | 2003年06月22日 | サンテティエンヌ     |                                | コロンビア       | ●0-1        | ジーコ                   | コンフェデレーションカップ |
| 2.  | 2005年10月08日 | リガ                 |                                | ラトビア         | △2-2        | ジーコ                   | 国際親善試合               |
| 3.  | 2005年10月12日 | キエフ               |                                | ウクライナ       | ●0-1        | ジーコ                   | 国際親善試合               |
| 4.  | 2005年11月16日 | 東京都               | 国立霞ヶ丘競技場陸上競技場     | アンゴラ         | ○1-0        | ジーコ                   | キリンチャレンジカップ     |
| 5.  | 2007年09月07日 | クラーゲンフルト     |                                | オーストリア     | △0-0(PK3-4) | イビチャ・オシム         | 3大陸トーナメント          |
| 6.  | 2007年09月11日 | クラーゲンフルト     |                                | スイス           | ○4-3        | イビチャ・オシム         | 3大陸トーナメント          |
| 7.  | 2008年05月24日 | 愛知県               | 豊田スタジアム                 | コートジボワール | ○1-0        | 岡田武史                 | キリンカップ               |
| 8.  | 2008年05月27日 | 埼玉県               | 埼玉スタジアム2002             | パラグアイ       | △0-0        | 岡田武史                 | キリンカップ               |
| 9.  | 2008年06月02日 | 神奈川県             | 横浜国際総合競技場             | オマーン         | ○3-0        | 岡田武史                 | ワールドカップ予選         |
| 10. | 2008年06月07日 | マスカット           |                                | オマーン         | △1-1        | 岡田武史                 | ワールドカップ予選         |
| 11. | 2008年06月14日 | バンコク             |                                | タイ             | ○3-0        | 岡田武史                 | ワールドカップ予選         |
| 12. | 2008年09月06日 | マナマ               |                                | バーレーン       | ○3-2        | 岡田武史                 | ワールドカップ予選         |
| 13. | 2008年11月19日 | ドーハ               |                                | カタール         | ○3-0        | 岡田武史                 | ワールドカップ予選         |
| 14. | 2009年02月11日 | 神奈川県             | 横浜国際総合競技場             | オーストラリア   | △0-0        | 岡田武史                 | ワールドカップ予選         |
| 15. | 2009年03月28日 | 埼玉県               | 埼玉スタジアム2002             | バーレーン       | ○1-0        | 岡田武史                 | ワールドカップ予選         |
| 16. | 2009年06月10日 | 神奈川県             | 横浜国際総合競技場             | カタール         | △1-1        | 大木武（代行）           | ワールドカップ予選         |
| 17. | 2009年06月17日 | メルボルン           |                                | オーストラリア   | ●1-2        | 岡田武史                 | ワールドカップ予選         |
| 18. | 2009年10月08日 | 静岡県               | 静岡市清水日本平運動公園球技場 | 香港             | ○6-0        | 岡田武史                 | アジアカップ予選           |
| 19. | 2009年10月10日 | 神奈川県             | 横浜国際総合競技場             | スコットランド   | ○2-0        | 岡田武史                 | キリンチャレンジカップ     |
| 20. | 2009年11月14日 | ポート・エリザベス   |                                | 南アフリカ共和国 | △0-0        | 岡田武史                 | 国際親善試合               |
| 21. | 2009年11月18日 | 香港                 |                                | 香港             | ○4-0        | 岡田武史                 | アジアカップ予選           |
| 22. | 2010年03月03日 | 愛知県               | 豊田スタジアム                 | バーレーン       | ○2-0        | 岡田武史                 | アジアカップ予選           |
| 23. | 2010年05月30日 | グラーツ             |                                | イングランド     | ●1-2        | 岡田武史                 | 国際親善試合               |
| 24. | 2010年06月14日 | ブルームフォンテーン |                                | カメルーン       | ○1-0        | 岡田武史                 | ワールドカップ             |
| 25. | 2010年06月19日 | ダーバン             |                                | オランダ         | ●0-1        | 岡田武史                 | ワールドカップ             |
| 26. | 2010年06月24日 | ルステンブルク       |                                | デンマーク       | ○3-1        | 岡田武史                 | ワールドカップ             |
| 27. | 2010年06月29日 | プレトリア           |                                | パラグアイ       | △0-0(PK3-5) | 岡田武史                 | ワールドカップ             |
| 28. | 2010年09月04日 | 神奈川県             | 横浜国際総合競技場             | パラグアイ       | ○1-0        | 原博実（代行）           | キリンチャレンジカップ     |
| 29. | 2010年10月12日 | ソウル               |                                | 韓国             | △0-0        | アルベルト・ザッケローニ | 国際親善試合               |
| 30. | 2011年01月09日 | ドーハ               |                                | ヨルダン         | △1-1        | アルベルト・ザッケローニ | アジアカップ               |
| 31. | 2011年01月13日 | ドーハ               |                                | シリア           | ○2-1        | アルベルト・ザッケローニ | アジアカップ               |

### ゴール
| #  | 開催年月日     | 開催地 | 対戦国   | 勝敗  | 試合概要                   |
| -- | -------------- | ------ | -------- | ----- | -------------------------- |
| 1. | 2005年11月16日 | 新宿   | アンゴラ | ○ 1-0 | キリンチャレンジカップ2005 |

## 指導者経歴
- 2024年 - 横浜FC
  - 2024年 - スクールコーチ
- 2024年 浦和レッズ
  - 2024年 アカデミーロールモデルコーチ

## 書籍

### 著書
- 松井大輔のサッカー ドリブルバイブル DVD抜き技&魅せ技スペシャル（DVD付） [単行本] カンゼン （2009年3月18日） ISBN 4862550282
- PETIT `a PETIT―松井大輔フランスの日々 [単行本] ベースボールマガジン社 （2011年6月） ISBN 4583103859
- 独破力 [単行本] PHP研究所 （2010年3月20日） ISBN 4569777368
- D-VISIONS [単行本] 大村克巳 （写真） 集英社 （2011年9月26日） ISBN 4087806251
- ドリブルの極意 変幻ドリブル完全マスター（ベースボールマガジン社、2015年8月1日）ISBN 9784583109046
- 日本人が海外で成功する方法（KADOKAWA、2018年8月27日、ISBN 9784041065143
- サッカー・J2論[56]

### 関連書籍
- 名波浩対談集〜日本サッカーが勝つためにすべきこと 名波浩著 [単行本] 集英社 （2010年5月25日） ISBN 4087805697